# 4-피론
4-피론(영어: 4-pyrone)은 분자식이 C5H4O2인 불포화 고리 화합물이다. γ-피론(영어: γ-pyrone) 또는 피란-4-온(영어: pyran-4-one)이라고도 한다. 4-피론은 2-피론과 서로 이성질체 관계이다.

## 제조
4-피론은 켈리돈산의 열적 탈카복실화를 통해 제조된다.

## 반응
4-피론과 그 유도체는 양성자성 용매에서 아민과 반응하여 4-피리돈을 형성한다.

## 유도체
4-피론은 말톨과 코지산을 포함한 여러 천연 화합물과 플라본의 중요한 부류의 중심 코어를 형성한다.
| 말톨 | 코지산 |
| ---- | ------ |
|      |        |

## 같이 보기
- 피론
- 4-피리돈
- 디하이드로아세트산